# Club Deportivo Valdivia
El Club Deportivo Valdivia es un club de básquetbol profesional de la ciudad de Valdivia, Región de Los Ríos, Chile, ciudad que es reconocida por la FIBA como la "Capital del Básquetbol" en Chile. Desde 1987, el CDV compite en la máxima categoría del básquetbol chileno - División Mayor del Básquetbol de Chile hasta 2010 y Liga Nacional de Básquetbol de Chile desde 2011 hasta la actualidad. Además, compite en la Liga de Básquetbol del Sur, LIBSUR - llamada Liga Saesa por motivos de patrocinio. 
El Deportivo Valdivia se cuenta entre las tres instituciones del básquetbol profesional chileno que han competido ininterrumpidamente en la máxima categoría por más de tres décadas, junto con Universidad de Concepción y Universidad Católica; además, es el único club en hacerlo por sus propios medios y gestión, sin el soporte institucional y financiero de una universidad. 
El CDV juega sus partidos de local en el Coliseo Municipal Antonio Azurmendy Riveros, al que se le conoce en el medio cestero nacional como La Catedral del Básquetbol Chileno. El Coliseo lleva el nombre de Antonio Azurmendy, fallecido expresidente del Club Deportivo Valdivia.

## Historia
El Club Deportivo Valdivia es fundado a mediados de la década de 1920, y con el tiempo se consolida como uno de los animadores estables de la liga cestera organizada por la Asociación de Básquetbol de Valdivia, en la que participó desde su fundación hasta el año 1985, junto con otros clubes tradicionales de la ciudad como O'Higgins, Deportivo Ecuador, el club militar Caupolicán, el antiguo y famoso Excelsior  y otros. Por su longevidad y temprana fecha de fundación, el Deportivo Valdivia, o simplemente el "Valdivia", como era llamado en los medios de comunicación de la época, fue conocido como el "Decano" del básquetbol valdiviano.

## Transición a DIMAYOR
En 1986, la ciudad de Valdivia corría el riesgo de perder al básquetbol de alta competencia, ante la renuncia del Club Deportivo Phoenix a la Dimayor. Entonces, el dirigente Antonio Azurmendy Riveros decidió unir los esfuerzos de los clubes cesteros de la tradicional liga valdiviana, donde destacaban los tres principales clubes de la ciudad: el mismo club germano Phoenix, Salesiano y Deportivo UACh. Con ellos se acordó mantener los colores tradicionales de la ciudad, blanco y rojo, en la liga del básquetbol nacional, uniendo los esfuerzos de los clubes valdivianos bajo la personalidad jurídica aportada por el Deportivo Valdivia. Se formó un plantel que reunía a los mejores jugadores de la ciudad, los que provenían en su mayoría de los tres equipos mencionados, y que componían la base de la selección de Valdivia que por entonces dominaba el campeonato Provincias del Sur.  Es así como el CDV saltó de la liga valdiviana a la DIMAYOR, la máxima competencia del básquetbol chileno.
La primera directiva del CDV simbolizó la unión de los clubes valdivianos: fue encabezada por el propio Antonio Azurmendy, dirigente de la Unión Deportiva Española de Valdivia, quien contó con la colaboración del vicepresidente Juan Enrique Taladriz, dirigente de Salesiano. A ellos se sumaron nombres importantes como  Juan Santana, del Valdivia, y otros como Rodolfo González, Marcelo Izquierdo, Héctor Triviños, Jaime y Jorge Farriol, y Donaldo Contreras, en los distintos puestos de la primera directiva.
Durante su primer lustro de historia, el CDV fue de la mano con el Club de Fútbol de la ciudad, aunque con administraciones independientes. En 1993, el club de básquetbol siguió en solitario su camino, para representar a la ciudad en el profesionalismo deportivo, tras separarse de la rama de fútbol.

### 1989: subcampeón DIMAYOR
A fines de los 80s, los del Calle Calle llegaron a disputar la final de Dimayor 1989 ante el desaparecido Deportes Ancud. Y para mala fortuna de los valdivianos, los chilotes se quedaron con el título de ese año, en una muy disputada final. A pesar de haber perdido la final, el CDV subcampeón de Dimayor 1989 aún es recordado por la calidad de sus jugadores. En ese plantel destacaban Carlos San Cristóbal, Keith Hood, un joven Guillermo Bittner y el legendario Fernando "Chumilla" Ziegele, probablemente el mayor ídolo en la historia del básquetbol valdiviano.

### 1995: Primer título - Campeón Apertura Dimayor
En el torneo Apertura Dimayor de 1995, el equipo dirigido por el DT valdiviano Marcos Guzmán se sacó la espina de 1989 y gana su primer campeonato oficial,  quedándose con el cuadrangular final  del torneo Apertura DIMAYOR disputado en el Coliseo Municipal, en un evento que se transmitió por televisión a todo el país. En ese plantel destacaron el capitán Guillermo Bittner, el recordado Keith Hood y Nelson Méndez (padre).

### 2001-02: Segundo título - Campeón Dimayor
En 2001-02, el CDV logra finalmente, luego de doce años de espera, el título de campeón de Dimayor.
El plantel de 2001-02 fue integrado por Nelson Méndez (hijo), Francisco Zepeda, Diego Luci, Johnny Gómez, Reginald Poole, Anthony Bishop, Paulo Henríquez, Ramiro Vera, Claus Prützmann, Víctor Zamora, Sandor Bravo y Felipe Henríquez. Esta fue una de las más exitosas formaciones del Deportivo Valdivia, que bajo la tutela de Marcos Guzmán logró el título de Dimayor. En los playoffs de ese año, el CDV derrotó sucesivamente a los campeones de 1997, 1998, 1999, 2000, 2002 y 2003: primero eliminó por 3-1 a la Universidad de Concepción, luego barrió 3-0 a Provincial Osorno, para finalmente derrotar 4-3 en la final a Provincial Llanquihue y así conquistar el largamente esperado título de campeón de DIMAYOR, en una espera inédita para Valdivia, ciudad que se había acostumbrado a dominar los cestos nacionales, tanto en el Provincias del Sur con 17 títulos como en los nacionales cesteros, con 10 títulos.

### 2002: CDV Vicecampeón Continental
Aquello en el ámbito nacional, pues en el internacional participó de dos competiciones continentales. En mayo de 2002, formó parte de la Liga Sudamericana de Clubes 2002, quedando eliminado en la fase de grupos, tras perder sus primeros dos partidos, 92-100 contra Estudiantes y 114-71 contra COC Ribeirão Preto, pero venciendo a Regatas Lima 97-94 para cerrar su participación con una victoria. En octubre de 2002, en su segunda competencia internacional, los albirrojos conquistaron el Vicecampeonato continental en el 39.º Sudamericano de Clubes Campeones, el segundo campeonato más tradicional cestero en Sudamérica. El certamen se desarrolló en el Coliseo Antonio Azurmendy de Valdivia, y la Catedral del básquetbol chileno, celebró las hazañas del plantel campeón de Dimayor,  reforzado por Patricio Briones, José Luis Campos y los americanos Malru Dottin y el recordado Charles Byrd, apodado cariñosamente por la fanaticada valdiviana como el "Super 8". En el partido final, el Deportivo Valdivia disputó el título continental ante los venezolanos Delfines de Miranda, cayendo estrechamente por sólo 6 puntos. A pesar de no haber logrado el título, este vicecampeonato continental ha sido la segunda mejor participación entre los clubes chilenos,junto a Sportiva Italiana que también logró el vicecampeonato en 1971 y detrás Thomas Bata, qué logró el título continental en 1967.

### 2005: Campioni del Domani
Tras una olvidable participación en el Campioni del Domani 2004, la revancha vino un año más tarde para el CDV. Los juveniles albirrojos conquistaron el título de campeones, superando a todos los que se pusieron por delante en su camino y completando una campaña invicta, para lograr su primera estrella en el certamen organizado por el Stadio Italiano.
El plantel dirigido por Juan Manuel Córdoba fue integrado por los bases Danilo Sanhueza, Francisco Bravo y Miguel Gutiérrez; los escoltas Felipe Damiani, Francisco Araya, y Diego Barrientos, el capitán del equipo y quien levantó la copa de campeón; los aleros Christopher Altaner, Mauricio König, y Daniel Alvayay; más los internos Haralt Funk, Gustavo Vega, Cristián Von Bischofhausen e Ignacio Collao.

### 2006: Tercer título - Campeón "Provincias del Sur"
Como en los viejos tiempos, se vuelve a disputar el tradicional torneo cestero Provincias del Sur (fue la 40.ª edición) en el Coliseo Antonio Azurmendy. Esa versión tuvo la particularidad de que se disputó con clubes profesionales y no con selecciones. Las ciudades participantes fueron Concepción, Temuco, Valdivia y Osorno, representadas por la Universidad de Concepción, U. Autónoma de Temuco, Club Deportivo Valdivia y Provincial Osorno, respectivamente. En esa oportunidad el Deportivo Valdivia ganó en la final a Provincial Osorno por 81-73, y así, por 17.ª vez en la historia, Valdivia alzó la copa de campeón del "Provincias del Sur", confirmándose como la ciudad más ganadora de este tradicional torneo. En esa oportunidad destacaron nombres como los hermanos Sáez (Patrick y Lino), Jorge "El Pistolero" Soto, David Ergas, un combativo Francisco Bravo, cariñosamente apodado "Tachuela o Tachu" (hoy "Súper Tach") y el canterano Cristopher Altaner. 

### 2007: tercer lugar en LIBSUR, semifinales en DIMAYOR
Debido a problemas económicos, para el año 2007, se priorizó jugar con jugadores de Valdivia y darle oportunidad a muchachos de las series menores. Así fue como el año partió fatal para el CDV, llegando a perder en casa ante los "Toros" por una diferencia de alrededor de 40 puntos en la primera fase de la LIBSUR. Esto motivó la salida del técnico Mitre y el arribo del argentino Mario Spada, quien le dio nuevos brios al equipo, vengando la afrenta del "archirrival", metiéndole una racha de 5-0 en los últimos partidos en los que enfrentó a Osorno. Aunque la mala campaña del comienzo de temporada obligó a los albirrojos a jugar un repechaje con equipos de la Zona B de LIBSUR, el trabajo de Spada logró poner a Valdivia en el cuadrangular final de dicho torneo sureño -disputado en la ciudad de Ancud-, en el que el CDV obtuvo el Vicecampeonato, por diferencia de goles, frente al campeón Deportes Ancud (aunque Ancud fue derrotado por el CDV).
Luego de esto y con el ingreso de los extranjeros Brandon "The Machine" Mason y James "The Wall" Moore, el CDV, pese a no contar con "grandes estrellas nacionales" en sus filas, se transformó en el equipo "revelación" de la DIMAYOR 2007. Obtuvo una campaña invicta en la fase zonal de DIMAYOR, lo que le dio paso para acceder al TOP 4, derrotando a CD Puente Alto y Dep. Castro, cayendo en una disputada Final, ante Liceo Mixto. Luego, su campaña en la fase regular lo posicionó como el líder absoluto de la liga hasta la penúltima fecha, perdiendo la primera posición sólo en la última fecha.
En los Play-offs caería en semifinales ante el Universidad de Concepción con un marcador global de 1-3. Fueron cuatro reñidos partidos, ganando el primer encuentro, luego perdiendo el 2° partido disputado en Valdivia y dando una lucha heroica en los partidos 3 y 4, jugados en Concepción, perdiendo el 3° en alargue, por un punto de diferencia y bajo un pésimo arbitraje y cayendo en el cuarto partido, solo después que se lesionara su mejor jugador, B. Mason, el cual, pese al dolor, ingreso de todas maneras a tratar de obtener el triunfo para los colores albirrojos.
De acuerdo a todo lo mostrado por el equipo, la fanaticada albirroja quedó muy agradecida con los jugadores y cuerpo Técnico, sobre todo de los extranjeros Mason y Moore.

### 2009: Subcampeón DIMAYOR
En el año 2009, el CDV llegó hasta la final del DIMAYOR perdiendo contra Liceo Mixto de los Andes por un marcador global de 0-4. El equipo era dirigido por Manuel Córdoba y contaba con experimentados como Claus Prützmann, y jóvenes promesas como Gerardo Isla y Francisco Bravo. Además en juveniles, el equipo infantil fue vicampeón en el cuadrangular final jugado en Ancud, perdiendo en la final con el equipo local.

### 2010 - 2011: Crisis DIMAYOR y fundación LNB
En el año 2010, el basquetbol chileno tocó fondo ante la dimisión de 4 clubes de la DIMAYOR con lo cual se perdió en competencia profesional, al formarse en paralelo la Liga Nacional de Básquetbol y continuar la DIMAYOR, pero muy disminuida.
El CDV la primera mitad del año participó en el campeonato LIBSUR SAESA, en la categoría Sub-23 logró el tercer lugar en el cuadrangular final realizado en Castro. Además participó en varios cuadrangulares realizados por DIMAYOR, coronándose campeón en el cuadrangular de cierre frente a Deportes Victoria.
En los menores solo la serie cadete llegó al cuadrangular final de LIBSUR SAESA, logrando el cuarto lugar.
Además a mediados de año Francisco Bravo, uno de los baluartes de la cantera del Deportivo Valdivia, deja el club para llegar a Español de Talca.
El 4 de agosto de 2010, la junta directiva de Deportivo Valdivia optó por desligarse de la Dimayor, asociación en la que participaba desde 1987, a fin de unirse a la Asociación Nacional de Básquetbol Profesional (posteriormente Liga Nacional. Sin embargo, en septiembre de ese mismo año la directiva del club valdiviano decidió permanecer en Dimayor.
Finalmente, en la temporada 2011-12 se integró a la Liga Nacional de Básquetbol.

### 2011: Cuarto título - Campeón LIBSUR SAESA
En la campaña 2011, el Deportivo Valdivia obtiene el título de la LIBSUR SAESA, que le había sido esquivo hasta entonces, bajo la dirección técnica de Marcos Beltramella.

### 2015-16: Quinto título - Campeón Liga Nacional de Básquetbol
El regreso de un director técnico de la casa, Juan Manuel Córdoba - "Más que argentino o chileno, yo soy valdiviano"- marca un cambio en 180° en el rumbo deportivo del CDV.  El club vuelve a ser animador principal de LIBSUR SAESA, llegando al Top 4 disputado en Osorno y finalizando en un promisorio tercer lugar.  Más importante aún, luego de un largo período de desconfianza provocado por la larga crisis de los cestos nacionales, con la llegada de Córdoba el público valdiviano vuelve al Coliseo Municipal Antonio Azurmendy Riveros. 
Para enfrentar la Liga Nacional de Básquetbol, el CDV mantiene su base de canteranos y se refuerza en serio con el regreso de jugadores identificados con el Club: José del Solar, Cristopher Altaner y Claus Prützmann. Además, el CDV invierte en dos contrataciones estelares: Sebastián Suárez y Erik Carrasco. Con este plantel, el CDV realiza una campaña en constante ascenso, y termina segundo en la fase regular, sólo superado por la Universidad de Concepción.
Ya en la postemporada, el Deportivo Valdivia se enfrenta sucesivamente a Deportes Castro (vigente subcampeón nacional) y a ABA Ancud en las series de cuartos de final y semifinal, eliminando a ambos en contundentes barridas 3-0. 
Finalmente, se enfrentan los dos mejores equipos de la temporada regular en una final estelar: la Universidad de Concepción y el CDV .  Luego de un comienzo 0-2, el Deportivo Valdivia supera a los universitarios en los partidos 3 y 4 para igualar la serie en el Coliseo Municipal.  En un quinto juego marcado por la estrategia defensiva en ambos equipos, el CDV se queda con el partido luego de dos tiempos extra y le arrebata la ventaja de campo a su rival, para quedar arriba 3-2.  Finalmente, el Deportivo Valdivia se queda con el sexto juego y se corona campeón de la temporada 2015-2016, alcanzando su primer título de LNB y su segundo título nacional.

### 2016: Sexto título - Campeón Libsur SAESA
Siguiendo en la senda del triunfo, el CDV logra adjudicarse la Liga SAESA 2016 en el Final 4 disputado en el Coliseo Azurmendy.   En el primer partido supera a CDSC Puerto Varas, en el segundo día logran un amplio triunfo contra su similar CEB Puerto Montt.  Finalmente, los dirigidos por Juan Manuel Córdoba superan a Español de Osorno y se adjudican el campeonato de la serie Adulta de Liga SAESA, el segundo en la historia del club.  Los jugadores sub-23 fueron Santiago Soloudre, Álvaro Pimentel, Cristóbal Talmar, Raimundo Ewertz, Camilo Torres y Alejandro Vergara. Entre los adultos destacaron los valdivianos Gerardo "Papita" Isla y Christopher Altaner, además de David González, Sebastián Suárez y el conductor Erik Carrasco.

### 2017: Séptimo título - Bicampeón Libsur SAESA
Luego de una etapa regular en la que se quedó con el primer lugar de la tabla de ubicaciones, el Deportivo Valdivia superó a ABA Ancud por 3-1 en la final, obteniendo su tercer título de Libsur Saesa, y el segundo consecutivo. Este plantel del CDV, mucho más austero que el de la temporada anterior, estuvo compuesto por Erik Carrasco, Cristopher Altaner, Gerardo Isla, Vicente Guaico, Tomás Álvarez y Cristián Carrillo, entre otros.  

### 2018-19: Octavo título - Campeón Liga Nacional de Básquetbol
Con Manuel Córdoba en la dirección técnica, los extranjeros Nicolás Ferreyra en la conducción y Khapri Alston en el poste bajo, además del canterano Gerardo Isla en la capitanía, el Deportivo Valdivia obtuvo en la LNB 2018-19 su tercer título nacional y su octavo título oficial. Este título consolida el estatus del CDV como el club cestero más ganador de la década en Chile, con cinco títulos oficiales de liga entre 2011 y 2018, y el club profesional más ganador al sur del Río Maipo en la última década, superando a instituciones económicamente mucho más poderosas como la Universidad de Concepción, Huachipato y otras.  

### Rivalidades
A fines de los años '80  y principios de los '90, los rivales más enconados del CDV fueron Malta Morenita de Osorno y en menor medida Unión Deportiva Española de Temuco. Sin embargo, sus rivales clásicos fueron los vecinos de la antigua Región de los Lagos: los desaparecidos Provincial Llanquihue y sobre todo Provincial Osorno, en el marco de la rivalidad histórica entre las ciudades de Valdivia y Osorno. A la rivalidad entre el Deportivo Valdivia y el representante osornino de turno - Malta Morenita, Provincial Osorno, Osorno Básquetbol, etc. - se le conoce tradicionalmente como el Super Clásico del básquetbol chileno.
El CDV también mantiene una rivalidad de larga data con la Universidad de Concepción.  Ambos clubes se encuentran entre los más tradicionales del país, con más de 30 años de existencia y habiéndose enfrentado en varias oportunidades en playoffs de la antigua DIMAYOR y en la última final de LNB en 2015-2016, los duelos entre ambos siempre se encuentran entre los más atractivos del basquetbol nacional.    
Finalmente, es digna de mencionar la animadversión entre las fanaticadas del CDV y de ABA Ancud. Esta rivalidad, si bien puede ser considerada como "nueva" producto de la reciente fecha de fundación de ABA Ancud, club que fue fundado en 2010, 24 años después del debut profesional del CDV, se ha transformado en los últimos siete años en la más acalorada y enconada rivalidad del básquetbol chileno. En esto han sido determinantes los repetidos encuentros en playoffs entre ambas instituciones: entre 2015 y 2018-2019, el Deportivo Valdivia y ABA Ancud se han enfrentado en ocho series de eliminación en Libsur y en LNB. El registro favorece al CDV, que ha salido triunfador en seis de estas ocho series, incluyendo una final de Libsur en 2017. De estas series de playoff, tres han llegado al máximo de siete partidos, mientras que las semifinales de Libsur Saesa 2015 y de LNB 2015-16 fueron barridas a favor del Deportivo Valdivia. 

## Jugadores

### Jugadores célebres
- Fernando Ziegele
- Ray Broxton
- Keith Hood
- Guillermo Bittner
- Carlos San Cristóbal
- Pedro Kairath
- Víctor Zamora
- Francisco Zepeda
- Nelson Méndez
- Paulo Henríquez
- Victor Alexander
- Charles Byrd
- Ramiro Vera
- Anthony Bishop
- Reginald Poole
- Patricio Briones
- Francisco Bravo
- Cristopher Altaner
- William Drudi
- Brandon Mason
- James Moore
- Erik Carrasco
- Durrell Summers
- Gerardo Isla
- Sandor Bravo
- Felipe Haase
- Maxwell Lorca
- Nicolás Ferreyra
- Khapri Alston
- Ignacio Alessio
- Roquez Johnson
- Juan Manuel Rivero

## Palmarés

### Títulos oficiales (8)
- Dimayor/Liga Nacional de Básquetbol (3): 2001, 2015-16, 2018-19
- Conferencia Sur: 2019, 2021
- Apertura Dimayor (1): 1995
- Libsur (3): 2011, 2016, 2017
- Provincias del Sur (1): 2006
- Torneo juvenil Campioni dei Domani (1): 2005*
- Subcampeón Dimayor (3): 1989, 2009 y 2010
- Subcampeón Libsur (2): 2007 y 2008
- Subcampeón Provincias del Sur (1): 2018  
* El Domani es un torneo juvenil, por lo que no es considerado entre los títulos oficiales del CD Valdivia.

### Torneos internacionales
- Subcampeón Campeonato Sudamericano de Clubes Campeones (1): 2002